# Monique Fardoulis
Monique Fardoulis (geb. vor 1970) ist eine französische Filmeditorin.
Sie ist seit den 1960er Jahren als Editorin aktiv. Ab 1976 führte sie den Schnitt bei fast allen Filmen Claude Chabrols aus, einschließlich seiner letzten Kinoproduktion von 2009, Kommissar Bellamy. Insgesamt war sie an über 30 Film- und Fernsehprojekten beteiligt.

## Filmografie (Auswahl)
- 1967: Die Straße von Korinth (La route de  orinthe)
- 1975: Die Schuldigen mit den sauberen Händen (Les magiciens)
- 1976: Die verrückten Reichen (Folies bourgeoises)
- 1982: Die Fantome des Hutmachers (Les Fantômes du chapelier)
- 1984: Das Blut der Anderen (Le Sang des autres)
- 1985: Hühnchen in Essig (Poulet au vinaigre)
- 1987: Masken (Masques)
- 1987: Der Schrei der Eule (Le cri du hibou)
- 1988: Eine Frauensache (Une affaire de femmes)
- 1988, 1989: Inspektor Lavardin (Les dossiers secrets de l'inspecteur Lavardin; Fernsehserie, 2 Folgen)
- 1990: Dr. M
- 1991: Madame Bovary
- 1994: Die Hölle (L´Enfer)
- 1997: Das Leben ist ein Spiel (Rien ne vas plus)
- 1999: Die Farbe der Lüge (Au cœur du mensonge)
- 2000: Chabrols süßes Gift (Merci pour le chocolat)
- 2003: Die Blume des Bösen (La Fleur du mal)
- 2006: Geheime Staatsaffären (L’Ivresse du pouvoir)
- 2007: Die zweigeteilte Frau (La Fille coupée en deux)
- 2009: Kommissar Bellamy (Bellamy)